# Eldoret
Eldoret je grad u zapadnoj Keniji, sjedište okruga Uasin Gishu u provinciji Rift Valley. Leži u šumskom području brda Cherangani, na oko 2100 metara nadmorske visine, 90 km sjeveroistočno od Kisumua na Viktorijinom jezeru i 260 km sjeverozapadno od Nairobija.
Poznat je po svojoj velikoj tržnici, tvornici sira, sveučilištu Moi te međunarodnoj zračnoj luci. Značajnije djelatnosti uključuju tekstilnu industriju te uzgoj žitarica, cvijeća i kukuruza.
U okolici grada je rođen Daniel arap Moi, predsjednik Kenije od 1978. do 2002. godine.
Godine 1999. Eldoret je imao 167.016 stanovnika, no procjenjuje se da je danas broj stanovnika znatno veći, oko 230.000.

## Poznate osobe
- Alfred Kirwa Yego, srednjeprugaš, prvak svijeta u utrci na 800 m na prvenstvu 2007.